# Lebertia artaacetabula
Lebertia artaacetabula är en kvalsterart som beskrevs av Marshall 1912. Lebertia artaacetabula ingår i släktet Lebertia och familjen Lebertiidae. Inga underarter finns listade i Catalogue of Life.